# 多摩平の森
多摩平の森（たまだいらのもり）は、東京都日野市に存在した多摩平団地の跡地を中心とする再開発地域である。
JR中央線豊田駅北口から日野バイパス泉塚交差点付近までの地域を指し、都市再生機構による再開発が行われている。

## 主な施設
- UR賃貸住宅多摩平の森
- 多摩平図書館
- イオンモール多摩平の森 - 駅から最も近い区画に2014年11月20日開業した[1]。
- オハナ豊田多摩平の森（野村不動産分譲マンション）

## 周辺
- 日野市立病院
- コニカミノルタ 東京サイト日野
- 黒川清流公園
- 豊田駅

## 交通
- 豊田駅（JR中央線）より徒歩約10分。